# Ezechias Gepfart
Ezechias Gepfart, död 1570 i Glogau, var en svensk diplomat och kansler.
Ezechias Gepfart var troligen född i Glogau. Han befann sig senast 1554 i svensk tjänst och förhandlade 1555 i Åbo med en beskickning från ordensmästaren av Tyska orden. I oktober samma år sändes han med Lars Ivarsson Fleming och Jöran Holgersson Gera till Reval för att skaffa krigsmateriel och proviant. Han sändes därefter vidare söderut för att försöka förhandla med ordensmästaren för Tyska orden och kungen av Polen för att få stöd i kriget mot Ryssland, men misslyckades. 1556 sändes han på nytt till polske kungen för att föröka få dess stöd att medla fram ett fredsavtal mellan Ryssland och Sverige. Han torde även ha förhandlat om äktenskap mellan hertig Erik och en polsk prinsessa. 1557 anges han som Gustav Vasas sekreterare, ingick i dennes tyska kansli och trädde 1560 i tjänst hos hertig Johan som dennes skrivare. Han omtalas ibland som Johans kansler. Ezechias Gepfart innehade som förläning Kjulo gård och fjärding i Satakunta. Han representerade 1561 tillsammans med Henrik Klasson (Horn) hertig Johan i förhandlingar med Tyska orden. Han följde senare samma år med det polska sändebudet Bartel Pusch genom Danmark och Tyskland på återresan till Polen, officiellt för att bjuda in en polsk representation till Erik XIV:s kröning men hade även hemligt uppdrag att å Johans vägnar framföra ett frieri till Katarina Jagellonica. Han följde sedan med Johan Tgczynski då han några månader senare reste till Sverige för att fortsätta förhandlingarna, och följde sedan med denne på hans återresa till Polen. Under vägen stannade han i Königsberg där han lyckades vinna Albrekt av Preussen för planerna. Han stannade därefter i Polen, och kom att bli föremål för hätska utfall från Erik XIV då han upptäckte Ezechias Gepfarts inblandning i giftermålsplanerna. Han valde därefter att stanna i Tyskland för att undgå kungens vrede.